# Зарнисор

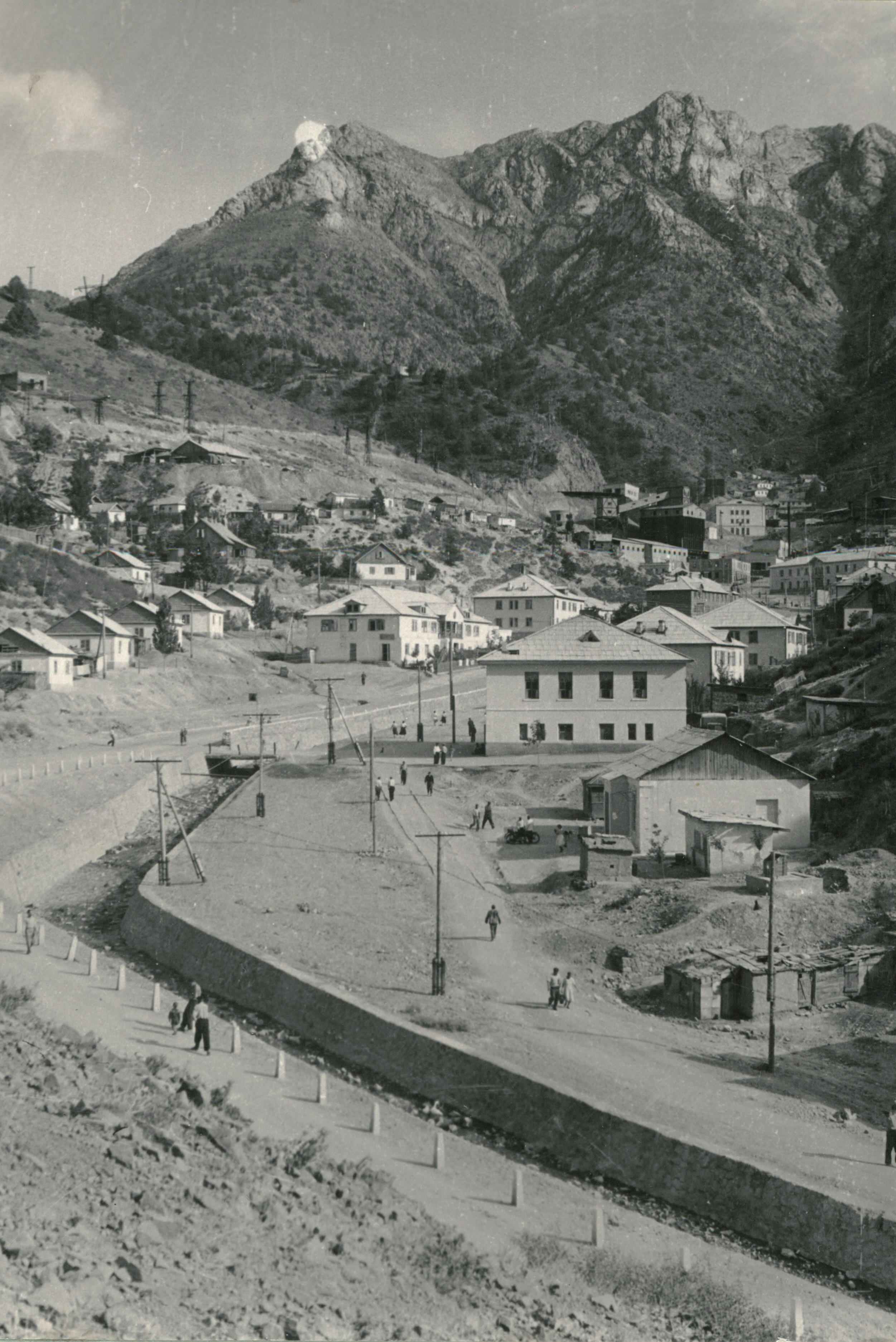
Панорама посёлка Алтын-Топкан, 1960 г.

Зарнисор (тадж. Зарнисор) — посёлок городского типа расположен на севере Республики Таджикистан в 122 км от города Худжанда и в 36 км от города Алмалык (Республика Узбекистан). Подчинён администрации города Гулистан (Кайраккум).
Расположен на северо-западных склонах Кураминского хребта на территории Республики Таджикистан. Статус посёлка городского типа присвоен в 1951 году. В советское время носил название Алтын-Топкан.
Рядом с посёлком существует крупное полиметаллическое месторождение «Зарнисори шимоли» (в советское время «Алтын-Топкан») Карамазарского горнорудного района. Карамазарскую группу месторождений открыл Сергей Федорович Машковцев в 1926 году по следам старых рудников. Промышленная добыча руды была начата после арабского завоевания, рудники Алтын-Топкана интенсивно эксплуатировались. В 1937 году было открыто Алтын-Топканское месторождение, после Второй мировой войны месторождение было разведано, в 1950 году начата добыча свинцово-цинковых руд с последующим обогащением руд на Алмалыкском горно-металлургическом комбинате в городе Алмалык в Узбекистане. С глубиной главная зона Алтын-Топкана выполаживается, и в её висячем боку вскрыта серия скарново-рудных залежей, локализующихся вдоль плитообразных тел гранит-порфиров. Главные рудные минералы: галенит и сфалерит, второстепенные — пирит, халькопирит, магнетит, блёклые руды. Алтын-Топканское месторождение до глубины 200 метров разрабатывалось открытым способом.
На базе Алтынтопканского рудоуправления была создана горнодобывающая компания, которая в 2006 году стала совместным таджикско-китайским предприятием «Таджикско-китайская горнопромышленная компания». В 2010 году началось производство концентрата свинца и цинка на построенной обогатительной фабрике. По состоянию на 2014 год концентрат вывозился в Китай.

## Население
| 1959 | 1970 | 1979 | 1989 | 2013 | 2015 | 2019 | 2020 | 2021 | 2022 |
| ---- | ---- | ---- | ---- | ---- | ---- | ---- | ---- | ---- | ---- |
| 6583 | 5526 | 5377 | 5982 | 2100 | 2200 | 2300 | 2400 | 2300 | 2300 |